# Лукашевич Клавдія Володимирівна
Кла́вдія Володи́мирівна Лукаше́вич (за першим чоловіком Лукашевич, по другому чоловіку Хми́зникова, урод. Мирець-Імшенецька; 11 [23] грудня 1859, Санкт-Петербург — 16 лютого 1931, Ростов-на-Дону) — російська дитяча письменниця, педагог-практик.

## Біографія
Народилася в Санкт-Петербурзі в родині збіднілого українського поміщика. Навчалася в Маріїнській жіночій гімназії, брала уроки музики та малювання. Із 1871 року давала приватні уроки, займалася перепискою.
Після закінчення гімназії вийшла заміж у 1878 році. У 1885–1890 роках жила в Іркутську за місцем служби свого першого чоловіка, Костянтина Францевича Лукашевича, де почала викладати. Мала чотирьох дітей. У 1890 році після смерті чоловіка та старшої доньки Олени (детально про це — в автобіографічному оповіданні «Ясне сонечко») переїхала до Санкт-Петербурга, де влаштувалася на службу в управління Південно-Східних залізниць. Тут вийшла заміж удруге — за надвірного радника Костянтина Васильовича Хмизникова, управителя петербурзької контори Алапаєвських гірничих заводів. У цьому шлюбі народився п'ятий син — Павло Костянтинович Хмизников (1896–1943), доктор географічних наук, гідрограф, учасник Ленської експедиції Матіссена-Євгенова.
На початку XX століття була єдиною дитячою письменницею, яка за популярністю змагалася з Лідією Чарською. Значно перевершувала суперницю за кількістю творів і, за словами Н. Чехова, публікувала приблизно вдвічі більше, ніж варто було б; станом на 1908 рік наклад її книжок перевищив півтора мільйона примірників. У вересні 1906 року стала хрещеною новонародженого Дмитра Шостаковича і прищепила йому любов до читання.
У роки Першої світової війни (на якій у листопаді 1916 року загинув її син В'ячеслав Костянтинович Лукашевич (1886–1916)) організувала притулок для дітей військових, що пішли на фронт. У лазареті утримувала на власні кошти палату для поранених.
Померла в Ростові-на-Дону 16 лютого 1931 року.

## Творчість
Ще під час навчання в Маріїнській жіночій гімназії видавала рукописний журнал «Звезда», куди вміщувала власні вірші та поеми. Перша друкована публікація — вірш «Пам'яті імператора Олександра II» (рос. Памяти императора Александра II) — з'явилася 7 березня 1881 року в журналі «Детское чтение» під підписом «Гимназистка».
Писала виключно для дітей — оповідання, повісті, казки, п'єси, біографії видатних осіб (зокрема В. А. Жуковського, Ф. П. Гааса), укладала хрестоматії, збірники для читання, занять, дозвілля, календарі, збірники до сімейних і шкільних свят, присвячені ювілеям письменників та історичним подіям.
Співпрацювала з «Биржевыми ведомостями», друкувалася у журналах «Детское чтение», «Игрушечка», «Задушевное слово», «Родник», «Семейные вечера», «Всходы», «Юный читатель» та інших дитячих виданнях того часу. У 1914 та 1918 роках вийшли друком два томи її спогадів.
Твори К. В. Лукашевич пройняті любов'ю до дітей, прагненням пробудити в них людяність, працьовитість, уважність до навколишнього світу. На відміну від Лідії Чарської, вона адресувала свої твори сільським дітям молодшого шкільного віку; розповідала їм розважливо та повільно про знайомі речі — «про няню Аксютку та про пташницю Агафію».
У 1921 році Наркомпрос РРФСР визнав її твори такими, що не відповідають духові часу, а вже за два роки їх почали вилучати з бібліотек. У СРСР її творчість вважалася проникнутою дрібнобуржуазною мораллю й такою, що не має художньої цінності. Зазначалося, що її книжкам притаманні «сентиментальність, дидактичність, шаблонність ситуацій, схематичність характерів».

## Визнання

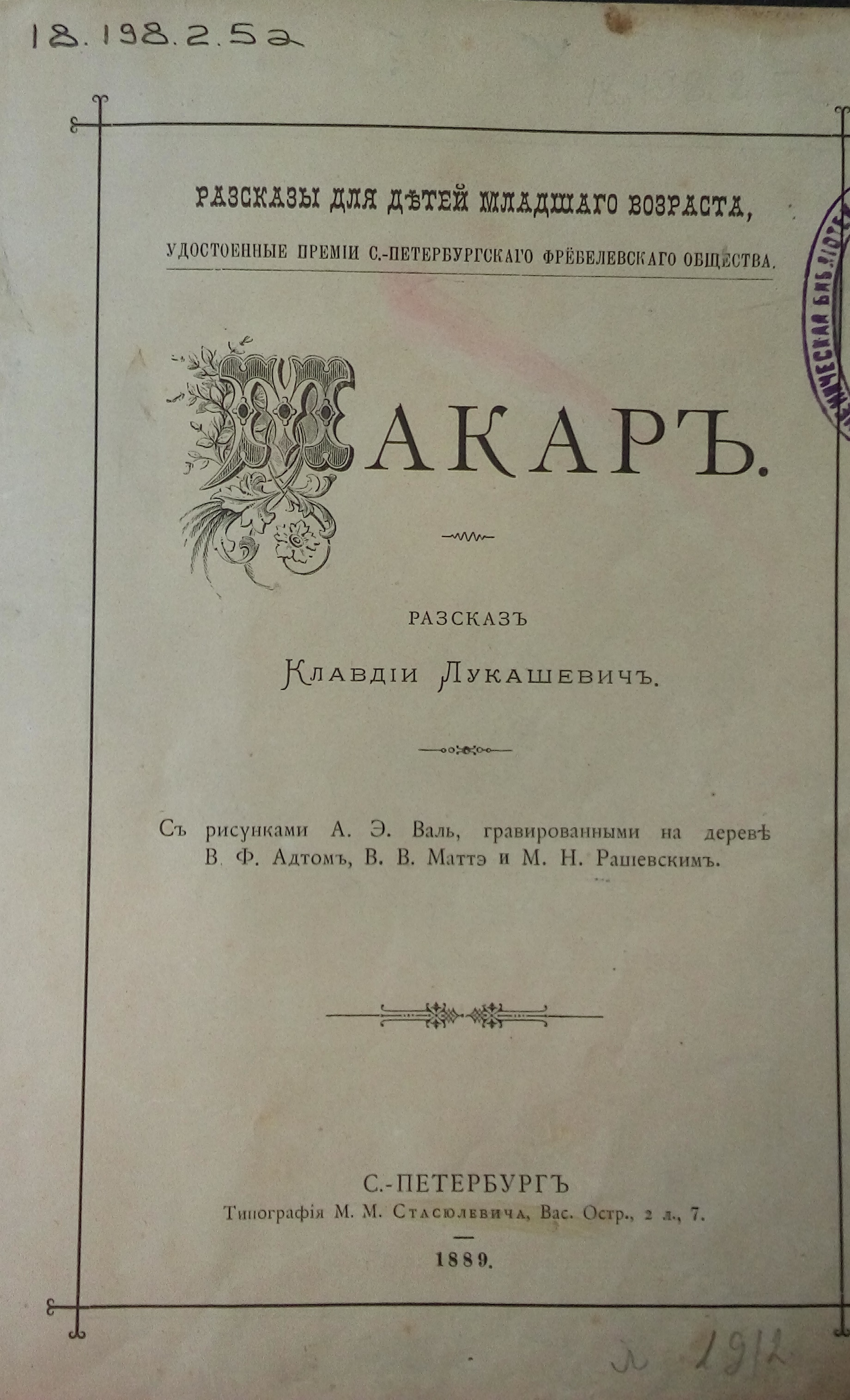

- Премія Фребелевського товариства (1889) — за розповідь «Макар»[10].
- Премія Фребелевського товариства (1893) — за розповідь «Пташниця Агафія» (рос. Птичница Агафья)[10].
- Премія Фребелевського товариства (1896) — за розповідь «Рибка-колюшка-резвушка» (рос. Рыбка-колюшка-резвушка)[10].
- Премія Фребелевського товариства (1897) — за розповідь «Аксютка-нянька»[10].